# Baniana quadrimaculata
Baniana quadrimaculata là một loài bướm đêm trong họ Erebidae.